# Johan Cornelius Tuxen
Johan Cornelius Tuxen,  född den 12 maj 1820 i Köpenhamn, död där den 29 januari 1883, var en dansk sjömilitär och författare. Han var son till Peter Mandrup Tuxen, bror till Nicolai Elias Tuxen och farbror till Laurits Tuxen.
Tuxen var lärare vid sjökadettskolan 1848–67 och kapten i flottan 1861–75 samt folketingsman 1864–76. Jämte flera populära arbeten i astronomi och meteorologi utgav han Den danske og norske Sømagt fra de ældste Tider indtil vore Dage (1875), Søfarten og Skibsbygningskunsten (1879) och, tillsammans med sin äldre bror Georg Emil Tuxen, Lærebog i Navigation med tillhörande tabeller (1856; 4:e upplagan 1877).

## Utmärkelser
- Gerners medalj,  1840
- Riddare av Dannebrogorden,  1856[2]
- Dannebrogsmännens hederstecken,  1865[2]
- Kommendör av Dannebrogorden,  1879[2]

[Redigera Wikidata]